# Rifugio Peller
Das Rifugio Peller (deutsch Pellerhütte) ist eine Schutzhütte der Società degli Alpinisti Tridentini (SAT) in der Brentagruppe im Trentino. Die in der Regel von Mitte Juni bis Mitte September geöffnete Hütte verfügt über 31 Schlafplätze sowie einen Winterraum mit 4 Betten.

## Lage und Umgebung
Die Schutzhütte liegt im nördlichen Bereich der Brenta-Dolomiten auf einem Bergrücken nordöstlich unterhalb des Monte Peller auf einer Höhe von 1990 m s.l.m. Der Bergrücken fällt auf seiner Westseite zum Val di Sole und im Osten zum Nonstal ab. Die von Cles aus über eine Schotterstraße verbundene Hütte, ist Ausgangspunkt für Touren in der nördlichen Brentagruppe und Start- oder Endpunkt für die Überquerung der Brenta. Sie grenzt an den Naturpark Adamello-Brenta und in ihrer Umgebung befindet sich eines der Rückzugsgebiete der im Trentino beheimateten Braunbärpopulation.

## Geschichte
Die erste Pellerhütte wurde 1903 von einigen Mitgliedern der SAT Sektion Cles bei der Malga Clesera, etwa 1,5 km südwestlich des heutigen Standortes, errichtet und 1914 an den Trentiner Bergsteigerverein übergeben. Diese erste Hütte brannte 1943 nieder und wurde erst nach dem Zweiten Weltkrieg wieder an gleicher Stelle aufgebaut und 1953 eröffnet. 10 Jahre später brannte auch dieses zweite Gebäude im Januar 1963 ab. Erneut machte sich die Sektion Cles an den Wiederaufbau, diesmal an einem anderen Standort. 1966 konnte schließlich das Rifugio Peller unterhalb des Monte Peller eröffnet werden. Zwischen 2002 und 2003 wurde das Gebäude restauriert, so dass es auch im Winter genutzt werden kann.

## Zugänge
- Von Cles, 658 m ⊙ auf Forststraße (17 km), Weg 313 (4 Stunden)
- Von Malé, 738 m ⊙ auf Weg 308 und Forststraße Weg 313 (3 Stunden 30 Minuten)

## Nachbarhütten und Übergänge
- Zum Tovelsee, 1177 m ⊙ auf Forststraße, Weg 311, 309 3 Stunden
- Zum Bivacco Costanzi, 2365 m ⊙ auf Weg 336, 365 in 3 Stunden
- Zum Bivacco Bonvecchio, 2790 m ⊙ auf Weg 336 (Ferrata Claudio Costanzi) 6 Stunden
- Zum Rifugio Graffer, 2261 m ⊙ auf Weg 336, 306 (Ferrata delle Palete) in 8–9 Stunden oder auf Weg 336 (Ferrata Claudio Costanzi) in 10 Stunden 30 Minuten
- Nach Carciato, 776 m ⊙ auf Weg 336, 329 in 6 Stunden 30 Minuten oder auf Weg 308, 335 in 5 Stunden

## Karten
- Casa Editrice Tabacco Blatt 064 Val di Non – Le Maddalene – Cles – Roén – Mendola (1:25.000)
- Casa Editrice Tabacco Blatt 053 Dolomiti di Brenta (1:25.000)
- Casa Editrice Tabacco Blatt 067 Altopiano della Paganella – L. di Tovel – C. Brenta – Trento (1:25.000)[2]